# كأس هولندا السياحية 2015
كأس هولندا السياحية 2015 هو سباق دراجات نارية أقيم بتاريخ 27 يونيو 2015 في حلبة أسن تي تي، هولندا. كان الجولة الثامنة من أصل 18 في سباق الجائزة الكبرى للدراجات النارية موسم 2015. فاز فالنتينو روسي بفئة الموتو جي بي بينما جاء مارك ماركيث في المركز الثاني وحصل على المركز الثالث خورخي لورنزو. فاز بفئة الموتو 2 الفرنسي جوان زاركو.

## وصلات خارجية
- الموقع الرسمي